# Powiat łukowski
Powiat łukowski – powiat w Polsce (województwo lubelskie), utworzony w 1999 roku w ramach reformy administracyjnej. Jego siedzibą jest miasto Łuków.

## Podział administracyjny
| Gminy miejskie: - Łuków - Stoczek Łukowski |  | Gminy wiejskie: - Adamów - Krzywda - Łuków (gmina wiejska) - Serokomla - Stanin - Stoczek Łukowski (gmina wiejska) - Trzebieszów - Wojcieszków - Wola Mysłowska |  |  |

| Gmina                     | Powierzchnia (km², 1 I 2022) | Liczba ludności (tys., 31 XII 2021) | Gęstość zaludnienia (os./km², 31 XII 2021) |
| ------------------------- | ---------------------------- | ----------------------------------- | ------------------------------------------ |
| Łuków – miasto            | 35,75                        | 27795                               | 775                                        |
| Stoczek Łukowski – miasto | 9,15                         | 2401                                | 262                                        |
| Adamów                    | 98,68                        | 5257                                | 53                                         |
| Krzywda                   | 160,97                       | 9889                                | 61                                         |
| Łuków – gmina             | 307,55                       | 18401                               | 60                                         |
| Serokomla                 | 77,34                        | 3722                                | 48                                         |
| Stanin                    | 160,80                       | 9296                                | 58                                         |
| Stoczek Łukowski – gmina  | 173,46                       | 7304                                | 42                                         |
| Trzebieszów               | 140,53                       | 7154                                | 51                                         |
| Wojcieszków               | 108,93                       | 6564                                | 60                                         |
| Wola Mysłowska            | 121,09                       | 4434                                | 37                                         |

## Liczba sołectw
- 36 w gminie Łuków
- 36 w gminie Stoczek Łukowski
- 30 w gminie Stanin
- 25 w gminie Krzywda
- 24 w gminie Trzebieszów
- 22 w gminie Wojcieszków
- 21 w gminie Wola Mysłowska
- 17 w gminie Adamów
- 16 w gminie Serokomla

## Położenie fizycznogeograficzne
Powiat łukowski znajduje się w większości na Równinie Łukowskiej. Gminy na południowo-zachodnim skraju położone są na Wysoczyźnie Żelechowskiej, gdzie występują kulminacje przekraczające 200 m n.p.m. Obie jednostki fizycznogeograficzne wchodzą w skład Niziny Południowopodlaskiej. Powiat łukowski znajduje się w jej środkowej części.

## Hydrografia
Sieć rzeczna na obszarze powiatu łukowskiego ma układ zbliżony do odśrodkowego. Większe rzeki to Krzna Południowa i Krzna Północna – w dorzeczu Bugu; Bystrzyca, Mała Bystrzyca i Czarna – w dorzeczu Tyśmienicy (dopływ Wieprza) oraz Świder, Wilga i Okrzejka – prawe dopływy Wisły. Brak dużych rzek. Ten fakt, a także na ogół bardzo małe spadki terenu sprawiają, że w okresach roztopów w porze przedwiośnia i letnich ulew poziom wody podnosi się niewiele, powodując najwyżej lokalne podtopienia. Dawniej na Równinie Łukowskiej w dolinach występowały rozlewiska i małe bagna, lecz podmokłe grunty zostały zmeliorowane.

## Położenie historycznoadministracyjne
Powiat łukowski zajmuje środkową część historycznej ziemi łukowskiej, wschodni skraj ziemi stężyckiej w obrębie Małopolski oraz skrawek wschodniego Mazowsza. W I połowie XIX w. powiat łukowski sięgał do dolnego odcinka Wieprza, a na zachodzie do Wisły, nie obejmując przejściowo okolic Kocka i Serokomli. Łuków przez większość swoich dziejów był związany z Małopolską i Lublinem.

## Demografia
Liczba ludności (dane z 31 grudnia 2008):
|        | Ogółem  | Ogółem | Kobiety | Kobiety | Mężczyźni | Mężczyźni |
| osób   | %       | osób   | %       | osób    | %         |           |
| ------ | ------- | ------ | ------- | ------- | --------- | --------- |
| Ogółem | 108 188 | 100    | 54 436  | 50,32   | 53 752    | 49,68     |
| Miasto | 33 262  | 30,74  | 17 259  | 15,95   | 16 003    | 14,79     |
| Wieś   | 74 926  | 69,26  | 37 177  | 34,36   | 37 749    | 34,89     |

▶Wieś vs ▶miasto
Ogółem (▶k, ▶m)
Miasto (▶k, ▶m)
Wieś (▶k, ▶m)

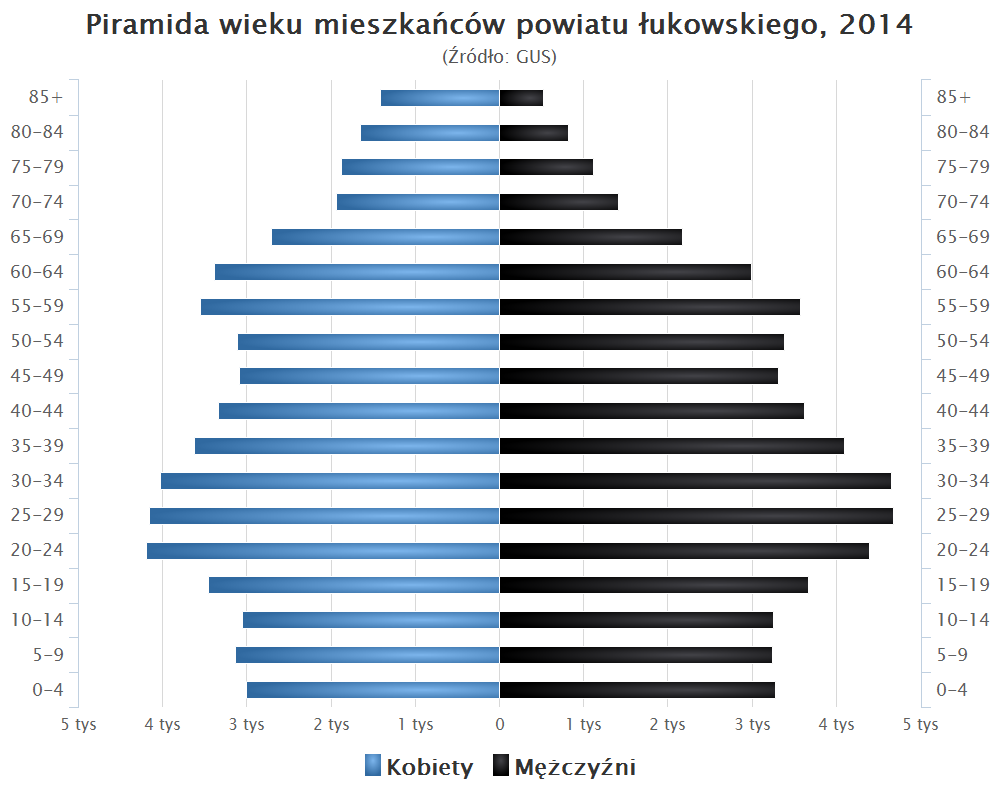
Piramida wieku mieszkańców powiatu łukowskiego w 2014 roku

Według danych z 31 grudnia 2019 roku powiat zamieszkiwało 106 816 osób. Natomiast według danych z 30 czerwca 2020 roku powiat zamieszkiwało 106 591 osób.

## Gospodarka
Liczba podmiotów gospodarczych w 2008 r. Stan w dniu 31 XII
Według stanu w dniu 31 XII 2008 r. w powiecie łukowskim znajdowały się ogółem 7193 jednostki gospodarcze.
Podmioty gospodarcze według własności:
- sektor publiczny – 304
- sektor prywatny – 6889.

| Lp. | Sekcja PKD 2004 | Oznaczenie literowe sekcji | Liczba jednostek gospodarczych |
| --- | --- | -------------------------- | ------------------------------ |
| 1   | Handel hurtowy i detaliczny; naprawa pojazdów samochodowych, motocykli oraz artykułów użytku osobistego i domowego  | G                          | 2485                           |
| 2   | Budownictwo | F                          | 1112                           |
| 3   | Przetwórstwo przemysłowe                                                                                            | D                          | 687                            |
| 4   | Transport, gospodarka magazynowa i łączność                                                                         | I                          | 587                            |
| 5   | Obsługa nieruchomości, wynajem i usługi związane z prowadzeniem działalności gospodarczej                           | K                          | 548                            |
| 6   | Działalność usługowa, komunalna, społeczna i indywidualna, pozostała                                                | O                          | 496                            |
| 7   | Rolnictwo, łowiectwo i leśnictwo                                                                                    | A                          | 304                            |
| 8   | Ochrona zdrowia i pomoc społeczna                                                                                   | N                          | 274                            |
| 9   | Edukacja | M                          | 247                            |
| 10  | Pośrednictwo finansowe                                                                                              | J                          | 203                            |
| 11  | Hotele i restauracje                                                                                                | H                          | 123                            |
| 12  | Administracja publiczna i obrona narodowa; obowiązkowe ubezpieczenia społeczne i powszechne ubezpieczenie zdrowotne | L                          | 105                            |
| 13  | Górnictwo | C                          | 12                             |
| 14  | Wytwarzanie i zaopatrywanie w energię elektryczną, gaz i wodę                                                       | E                          | 9                              |
| 15  | Rybactwo | B                          | 1                              |

Powyższe dane statystyczne nie uwzględniają indywidualnych gospodarstw rolnych, które są bardzo liczne na terenach poza strefą podmiejską Łukowa.

## Turystyka i rekreacja
Ważniejsze miejscowości turystyczne
- Łuków
- Wola Okrzejska
- Wola Gułowska
- Stoczek Łukowski

Są to miejscowości znane z podręczników historii i literatury polskiej. W trzech pierwszych znajdują się muzea. Łuków i Wola Gułowska posiadają zabytki barokowej architektury sakralnej. Łuków jest bazą do wycieczek w Lasy Łukowskie z rezerwatami Jata i Topór.
Szlaki turystyczne
W powiecie łukowskim rozwinięta jest sieć szlaków turystycznych. (Niektóre wykraczają też na tereny przyległe.) Są to m.in.:
- Szlak Ziemi Łukowskiej
- Szlak Henryka Sienkiewicza
- Szlak do Rezerwatu Jata

## Starostowie łukowscy
Na podstawie źródła:
- Jan Szczygielski (1 stycznia 1999 – 19 listopada 2002)
- Janusz Kozioł (19 listopada 2002 – 24 listopada 2008)
- Longin Kajka (24 listopada 2008 – 2 grudnia 2010)
- Janusz Kozioł (2 grudnia 2010 – 19 listopada 2018)
- Dariusz Szustek (19 listopada 2018 – nadal)

## Sąsiednie powiaty
- Powiat bialski
- Powiat radzyński
- Powiat lubartowski
- Powiat rycki
- Powiat garwoliński (mazowieckie)
- Powiat miński (mazowieckie)
- Powiat siedlecki (mazowieckie)